# Royal Irish Constabulary

Insigne van de Royal Irish Constabulary

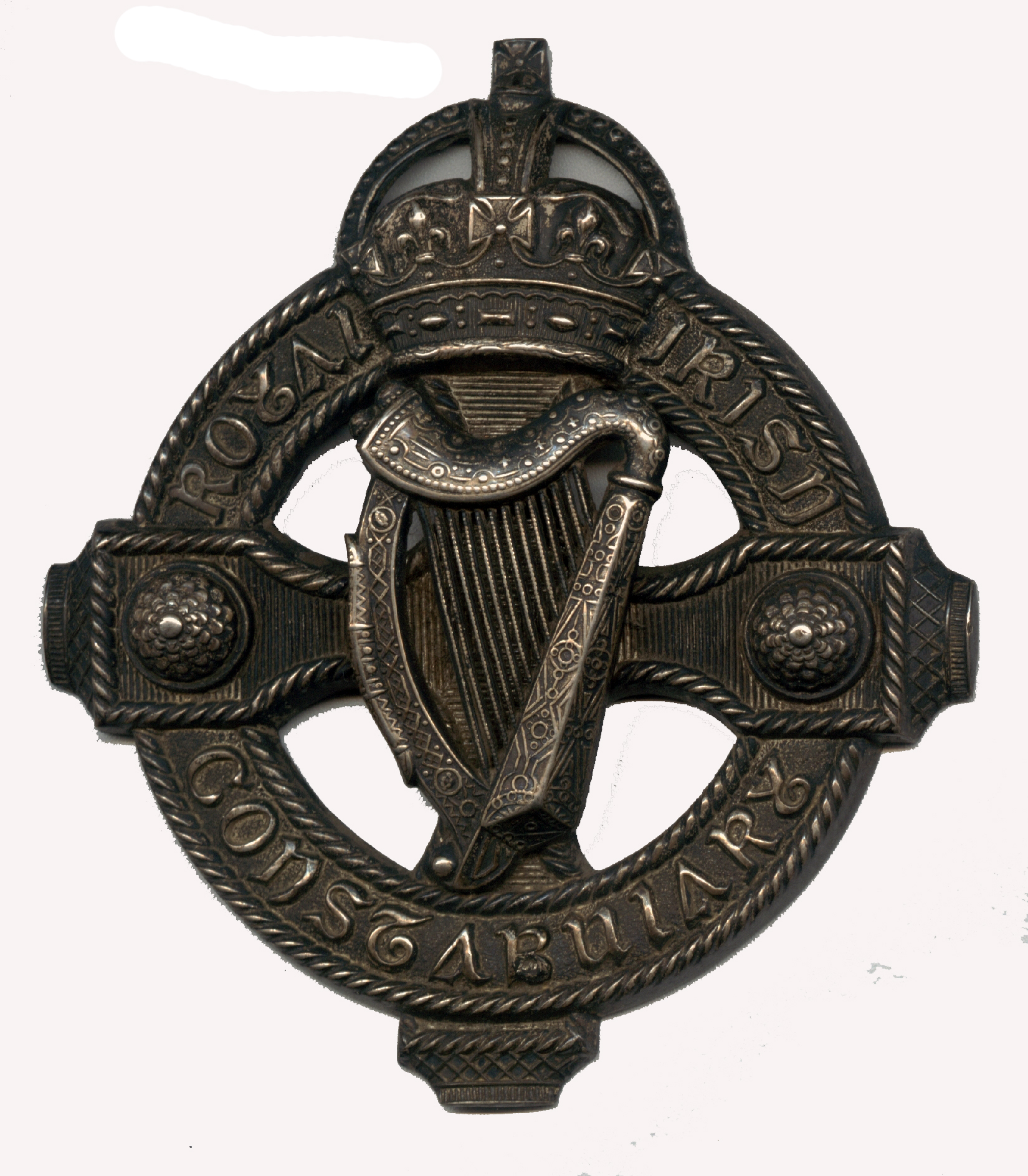
Badge van de RIC Mounted Division (Bereden Divisie)

De gewapende, paramilitaire Royal Irish Constabulary (RIC) was de voornaamste politiemacht in Ierland vanaf het begin van de 19e eeuw tot de verdeling van Ierland en de Ierse onafhankelijkheid na de Ierse Onafhankelijkheidsoorlog in 1922.
In Dublin was de ongewapende Dublin Metropolitan Police verantwoordelijk voor de ordehandhaving. Ook Derry en Belfast hadden een eigen politiemacht, maar deze werden later als speciale divisies opgenomen in de RIC. Naar schatting 75% van de RIC bestond uit katholieken, de overige 25% werd gevormd door de verschillende denominaties protestanten. Na de Ierse onafhankelijkheid werd de Royal Irish Constabulary ontbonden en vervangen door de Garda Síochána in Ierland en Royal Ulster Constabulary in Noord-Ierland.

## Geschiedenis
De eerste georganiseerde politiekorpsen in Ierland kwamen tot stand door de Peace Preservation Act in 1814, waarvoor minister Robert Peel (1788–1850) grotendeels verantwoordelijk was. (De bijnaam "Peelers" voor alle soorten politieagenten is afkomstig van zijn achternaam.) De "Irish Constabulary Act" van 1822 regelde de oprichting van de provinciale korpsen. Deze laatste wet regelde oprichting van een RIC-korps in elke provincie met de korpsleiding onder de directe controle van de Britse civiele administratie in Dublin Castle. Tegen 1841 telde het RIC ruim 8600 manschappen. De oorspronkelijke opzet werd gewijzigd in 1836 en het eerste reglement werd in 1837 gepubliceerd. De discipline was strikt en het salaris laag. Het RIC werd geconfronteerd met onrust onder de velen armen op het Ierse platteland en was betrokken bij bloedige confrontatie tijdens de zogenaamde "Tithe War" (Nederlands: Tienden-oorlog. Burgerlijk verzet tegen het opleggen van tienden aan de gehele bevolking ten bate van de protestantse Church of Ireland). Ook werd het RIC ingezet bij de bestrijding van de zogenaamde "Ribbonmen" en andere geheime organisaties die zich richtten tegen de landheren, hun rentmeesters en hun vee.
Het nieuwe politiekorps gebruikte zijn efficiency als eerste tegen de burgerlijke propaganda en het Ierse separatisme dat ten toon gespreid werd tijdens Daniel O'Connell's massabijeenkomsten voor het intrekken van de "Acts of Union 1800" (de gedwongen vereniging van Ierland met het toenmalige Verenigd Koninkrijk) en gedurende de Young Ireland-campagne geleid door William Smith O'Brien in 1848. De RIC slaagde er echter niet in het geweld te beteugelen tijdens de zogenoemde "Battle of Dolly's Brae" in Rathfriland in 1849. Deze slag was een gevecht tussen zo'n 1400 mannen van de Oranjeorde en zo'n 1000 "Ribbonmen" (katholieken) waarbij één dode viel. Voor de regering wat dit reden om de Party Processions Act te presenteren teneinde sektarische demonstraties de kop in te drukken.

Na deze drukke periode brak een periode van relatieve rust aan.
De oprichting in 1858 van de Irish Republican Brotherhood (IRB) bracht een plan voor een gewapende opstand ter tafel. Directe actie begon met de Fenian Opstand in 1867. "Fenians" (een overkoepelende term voor leden van de Amerikaanse Fenian Brotherhood en de Irish Republican Brotherhood) begonnen met aanvallen op kleine politiestations en de meer geïsoleerde politiekazernes. Deze rebellie werd meedogenloos neergeslagen, mede door een wijd gebruik van infiltranten en provocateurs. De loyaliteit van de Irish Constabulary tijdens deze rebellie werd beloond met het toekennen van het prefix Royal in 1867 door Koningin Victoria en het voorrecht de beeltenis van de Orde van Sint-Patrick in hun wapen en insignes te gebruiken. De activiteiten van de RIC zorgde voor een duidelijke daling in de criminaliteitscijfers in Ierland. De onstabiele situatie op het platteland van het begin van de negentiende eeuw, gekarakteriseerd door geheime genootschappen en illegale gewapende groepen, werd effectief onder controle gebracht. Het politiewerk op het platteland werd in zijn algemeenheid een routine van het handhaven van misdrijven zoals illegaal drank stoken, openbare dronkenschap, diefstalletjes en vermogensdelicten.

De start van de Landoorlog en de Grote Depressie zorgden voor een lange periode van onrust.
In Belfast, waar de sterk groeiende industrie een vervijfvoudiging van de bevolking in vijftig jaar veroorzaakte, had men zijn eigen problemen. Een groot deel van de nieuwe inwoners bestond uit katholieken met ernstige sektarische rellen tot gevolg in 1857, 1864, 1872 en 1886. De kleine, civiele Belfast Town Police werd hierdoor overweldigd en uiteindelijk ontbonden waarna de verantwoordelijkheid voor de politionele taken overgenomen werd door de RIC.
Gedurende de Havenstaking te Belfast in 1907, uitgeroepen door vakbondsman Jim Larkin, ging een deel van de RIC in staking. Reden hiervoor was dat konstabel William Barret werd geschorst vanwege zijn weigering een "traction engine" te escorteren die bestuurd werd door een stakingsbreker. Ongeveer 70% van de politiemacht in Belfast verklaarde hun steun aan de stakers. Uiteindelijk leidde het protest tot niets toen de dissidente politiemannen overgeplaatst werden naar andere plaatsen kort voor het begin van de staking. Barret en zes andere werkweigeraars werden ontslagen. Voor de zekerheid werden extra eenheden van het Britse leger in Belfast gestationeerd. De havenstaking eindigde op 28 augustus 1907.
Het bestaan van de RIC werd langzaamaan moeilijker met de opkomst van de "Home Rule"-campagne (een autonomiecampagne), met name in het eerste deel van de twintigste eeuw vóór de Eerste Wereldoorlog. Kolonel Neville Chamberlain werd benoemd tot Inspecteur-generaal in 1900. Zijn tijd bij de RIC liep parallel met de opkomst van een aantal politieke, culturele en sportorganisaties die als doel hadden het versterken van de Ierse cultuur maar door handig manipuleren van IRB-activisten in feite deel vormden van de "Home Rule"-campagne. Het potentiële succes van de Derde "Home Rule"-wet, voorgesteld in 1912, zorgde voor ernstige spanningen. Tegenstanders van de wet richtten in januari 1913 de Ulster Volunteers op waarna de voorstanders van de wet Irish Volunteers oprichtten. Deze twee groepen hadden samen meer dan 250.000 leden en waren georganiseerd als private legereenheden. In rapporten aan de "Chief Secretary for Ireland" Augustine Birrell en zijn onder-secretaris Matthew Nathan, waarschuwde Chamberlain dat de Irish Volunteers een opstand aan het voorbereiden waren om de Ierse Onafhankelijkheid uit te roepen. Een brief, geschreven in april 1916, van de legercommandant van het zuiden van Ierland, die een landing van wapens verwachtte aan de zuidwestelijke kust en die waarschuwde voor een gewapende opstand met Pasen, werd door Nathan en Chamberlain niet serieus genomen. Zij stelden dat het "twijfelachtig of er enige grond is voor het gerucht". De Paasopstand begon op paasmaandag 24 april 1916 en duurde zes dagen. Hoewel de "Royal Commission on the 1916 Rebellion" de RIC vrij sprak van enige schuld voor de opstand, hadden Chamberlain, Birrell en Nathan inmiddels ontslag genomen.

## Karakter van de RIC

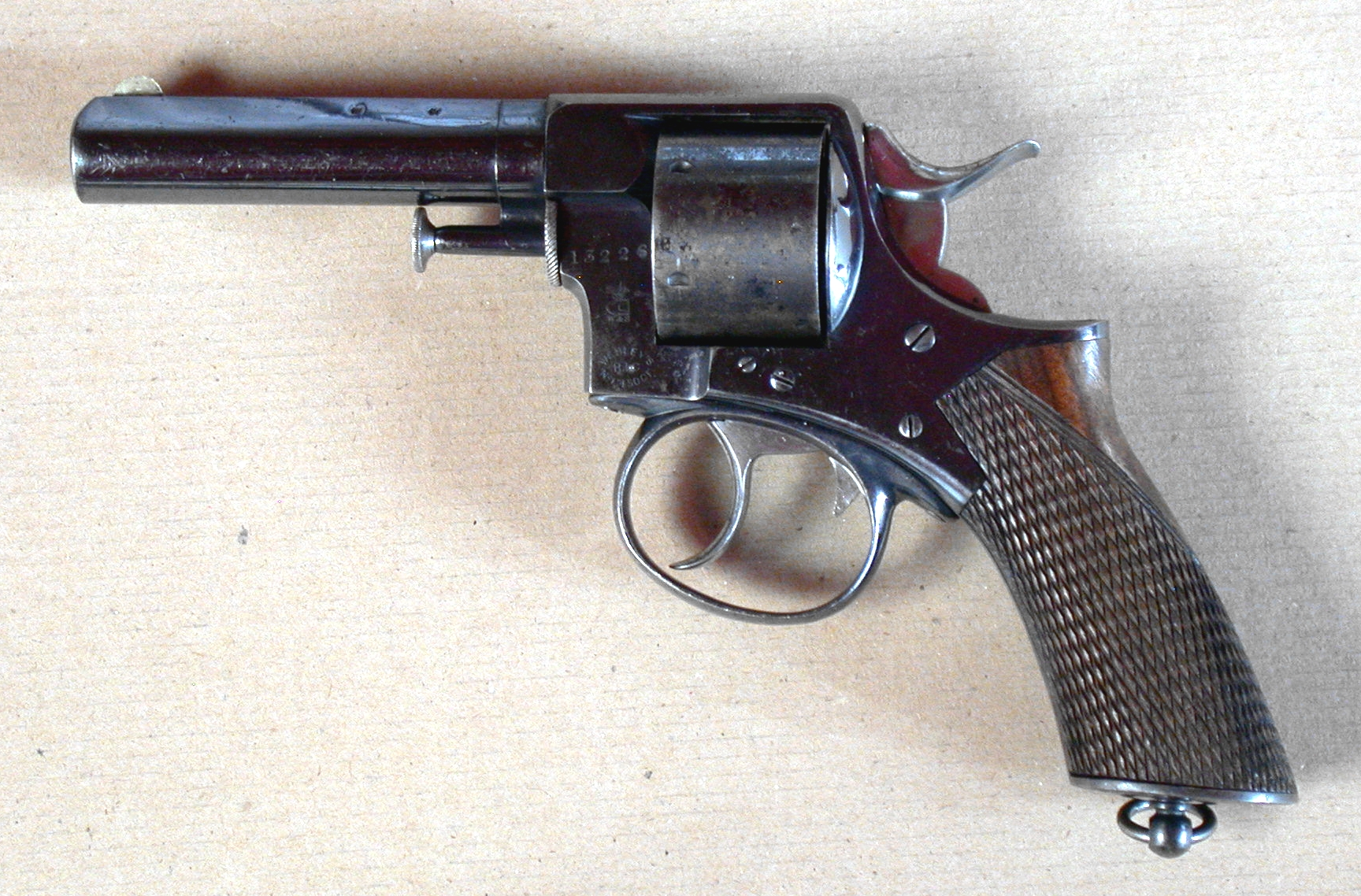
Webley 1868 RIC (Royal Irish Constabulary) Revolver Cal 450 CF

In het Verenigd Koninkrijk werd idee van politie met afkeer bekeken en was daardoor later dan andere landen met het ontwikkelen van politiediensten. De bekende London Metropolitan Police is bijvoorbeeld maar zeven jaar ouder dan de RIC. En als resultaat hiervan werd de RIC twee kanten uitgetrokken. Tot op zekere hoogte had het bijvoorbeeld een quasimilitair ethos, compleet met barakken, karabijnen, klassenonderscheid tussen manschappen en officieren en een donkergroen uniform met rangonderscheidingstekens die sterk leken op zogenaamde "rifle regiments" in het leger. Aan de andere kant werden juist de civiele politiediensten in de rest van het Verenigd Koninkrijk gevolgd door meer vriendelijke rangnamen, zoals konstabel en inspecteur, te gebruiken dan de militaire termen. Ook probeerde de RIC acceptatie te bewerkstelligen door de agenten te plaatsen op plekken waar zij het beste pasten in de religieuze overtuiging van de gemeenschap die zij geacht werden te dienen.
De rangenstructuur was tijdens het bestaan van de RIC in grote lijnen als volgt:
- Inspecteur-generaal (rangonderscheidingsteken van een luitenant-generaal)
- Plaatsvervangend inspecteur-generaal (rangonderscheidingsteken van een generaal-majoor)
- Assistent inspecteur-generaal (rangonderscheidingsteken van een brigadegeneraal)
- Commissaris (rangonderscheidingsteken van een kolonel)
- County inspecteur (rangonderscheidingsteken van een luitenant-kolonel)
- District inspecteur 1e klasse (rangonderscheidingsteken van een majoor)
- District inspecteur 2e klasse (rangonderscheidingsteken van een kapitein)
- District inspecteur 3e Klasse (rangonderscheidingsteken van een luitenant )
- Hoofd konstabel majoor (rangonderscheidingsteken van een "Warrant Officer")
- Hoofd konstabel (rangonderscheidingsteken van een "Warrant Officer")
- Konstabel (ingevoerd in 1883, rangonderscheidingsteken van een sergeant)
- Tijdelijk konstabel (ingevoerd in 1883, ook wel "tijdelijk sergeant" genoemd) (rangonderscheidingsteken van een korporaal)
- Onder-konstabel (ingevoerd in 1883, ook wel "konstabel" genoemd)

De uitvoering van uitzettingsorders, verkregen door protestants landheren van protestantse magistraten, zorgde ervoor dat de RIC op grote schaal gewantrouwd werd door de arme katholieke plattelandsbevolking. De relatieve kalmte in het late victoriaans en het edwardiaans tijdperk zorgde evenwel dat de RIC toch een mate van respect verkreeg. Vanaf de jaren 1850 voerde de RIC naast haar politiewerk ook een reeks taken op het gebied van de lokale overheid wat zorgde voor nadere integratie met de plaatselijke gemeenschappen waar binnen zij functioneerde. Op het platteland was hun aandacht grotendeels gericht op kleine problemen zoals distilleren, hanengevechten, dronken en wanordelijk gedrag, en het zonder vergunning hebben van honden of vuurwapens. Optreden bij oproer of uitzettingen kwam weinig voor en arrestaties voor zware vergrijpen waren zeldzaam. Ondanks hun status als gewapende politiemacht, droegen de agenten zelf hun wapens maar zelden. Doorgaans droegen zij alleen hun wapenriem, handboeien en wapenstok. Vaak hadden de agenten, samen met de lokale priester, een informele leidende rol in de gemeenschap. Vanwege het feit dat de agenten konden lezen en schrijven deed de bevolking vaak een beroep op hun hulp voor het schrijven van brieven en het invullen van formulieren. In principe waren de agenten gehuisvest in een "kazerne". Echter, alleen in de steden en grotere plaatsen leek dit een beetje op de kazernes van het Britse Leger. Maar ook in de dorpen kregen de politieposten de titel "kazerne", wat een nogal weidse term was voor een gewoon huis met een dagverblijf en een paar slaapkamers. Doorgaans werd een post gehuurd door de overheid en verhuizingen kwamen dus geregeld voor. In 1901 waren er zo'n 1600 politieposten en -kazernes en ongeveer 11.000 agenten.
Het loon van de agenten was laag, aangezien de overheid ervan uitging dat zij melk, eieren, boter en aardappelen van de plaatselijke bevolking cadeau zouden krijgen.
Agenten op het platteland kwamen in meerderheid voort uit dezelfde sociale klasse en hadden dezelfde godsdienst en algemene achtergrond als die van hun buren. Er werden maatregelen genomen, niet altijd met succes, om de bevolking op een armslengte afstand te houden en de relatie tussen agenten en hun directe omgeving niet te nauw te maken. Bureaucommandanten schreven veel uitgebreide verslagen voor hun superieuren en werden geregeld overgeplaatst om een te nauwe betrekking met de eigen omgeving, te voorkomen. Een agent mocht ook niet trouwen voor hij een aantal jaren had dienstgedaan. Hij mocht ook niet dienen in de county waar hij, of zijn vrouw, was geboren.

## De Ierse onafhankelijkheidsoorlog
De overwinning van Sinn Féin in de parlementaire verkiezingen in 1918, die daarbij uit het niets 73 van de 105 Ierse parlementszetels wonnen, werd gevolgd door een besluit van haar leden om samen te komen onder de naam Dáil Éireann, een nieuw Iers parlement. Dit parlement kwam bijeen in de Mansion House in Dublin, de officiële zetel van de burgemeester van Dublin. Op die bijeenkomst, gehouden op 21 januari 1919, besloot men tot een eenzijdige onafhankelijkheidsverklaring, waarmee een nieuwe politieke situatie werd gecreëerd.
Op de eerste zittingsdag van het nieuwe parlement, werden in Soloheadbeg, County Tipperary twee RIC-agenten doodgeschoten. De agenten Patrick MacDonnell en James O'Connell begeleidden een voorraad dynamiet voor de plaatselijke mijnen toen zij overvallen werden door een ploeg IRA-mannen. Deze overval markeerde de start van de Ierse onafhankelijkheidsoorlog. De Irish Republican Army, onder leiding van Michael Collins, begon daarna met het systematisch aanvallen van Britse regeringstroepen. Terwijl het Britse leger de steden vrijwel onaantastbaar in handen had, kreeg de RIC te maken met de aanvallen op het platteland. De RIC kreeg met de aanvallen te maken vanwege hun rol als vertegenwoordigers van de Britse overheid en hun rol in het vergaren van informatie.
Vanaf de herfst van 1919 was de RIC gedwongen haar kleinere kazernes in de meer geïsoleerde gebieden te verlaten. De IRA stelde een nationale boycot van de leden van de RIC in wat hun positie op het platteland erg moeilijk maakte. Met het instellen van de Dáil Courts (republikeinse rechtbanken) en het opzetten van een alternatief systeem van rechtshandhaving, werd het belang van de RIC steeds minder. Na het afkondigen van de boycot werd RIC-personeel bedreigd en geregeld aangevallen, wat leidde tot een sterk toename van het aantal ontslagaanvragen. De Britse regering kwam in oktober 1920 nog met een flink loonsverhoging ter compensatie van de toegenomen pressie en van de gestegen kosten van levensonderhoud. Aangezien veel lokale winkeleigenaren weigerden te leveren aan de RIC, was men gedwongen lange reizen te maken om aan voedsel en andere benodigdheden te komen.
Volgens bronnen van de Britse overheid waren tot en met oktober 1920 117 RIC-manschappen gedood en 185 gewond. In een periode van drie maanden dat jaar namen 600 van de oorspronkelijk 9500 manschappen ontslag. In her eerste kwartaal van 1920 werden 500 kleinere RIC kazernes en posten in de meer afgelegen gebieden ontruimd. Tegen het einde van juni had de IRA meer dan 400 daarvan verwoest om het opnieuw in gebruik nemen te voorkomen. Het verlaten van grote gebieden op het platteland verminderde de invloed van de RIC aldaar. Ook gaf het de IRA de kans de politieke controle over te nemen in deze gebieden. Veel grote huizen en landhuizen, vaak in het bezit van landeigenaren of hun agenten, werden afgebrand. Deels gebeurde dit om de bewoners te straffen voor het gebruik van de huizen door de RIC of het leger, deels als wraakoefening voor het afbranden van huizen van bekende republikeinen door Britse troepen.
In een poging de gedemoraliseerde en sterk in kracht afgenomen RIC te versterken, begon de Britse regering hulptroepen te rekruteren onder de teruggekeerde veteranen van de Eerste Wereldoorlog. Dit gebeurde in Engelse en Schotse steden. Deze hulptroepen werden in 1920 naar Ierland gestuurd als een politiereserve. Hier werden zij bekend als de Black and Tans en de Auxiliary Division van de Royal Irish Constabulary. Hier verwierven ze al snel een negatieve reputatie vanwege de vaak grove represailles en acties. Een voorbeeld hiervan is Bloody Sunday in 1920 toen de IRA een belangrijk deel van de Britse inlichtingendienst uitschakelde. Om wraak te nemen pleegde de Black and Tans de zogenaamde "Croke Park Massacre", een schietpartij bij een Gaelic football-wedstrijd, waarbij 14 doden (onder wie de speler Michael Hogan) en zestig tot zeventig gewonden vielen. Sommige RIC-mannen namen ontslag vanwege het gedrag van de Black and Tans en de Auxiliaries.
Sommige RIC-agenten en officieren hebben samengewerkt met de IRA. Deels uit politieke overtuiging, deel uit vrees voor het eigen welzijn en dat van hun familie. Een overval op de RIC-barakken in Ruan, County Clare op 17 oktober 1920 werd uitgevoerd met behulp en op informatie van een RIC-agent die wenste over te lopen. De gefortificeerde barakken in Schull, County Cork, werden ook ingenomen met hulp van binnenuit. De IRA had zelfs spionnen in de hogere echelons en de geheime diensten in Dublin Castle.
In december 1920 werd de Government of Ireland Act 1920 afgekondigd. Dit was de wet die de deling van Ierland wettelijk regelde. Deze wet was meer bedoeld als steuntje in de rug van de protestanten in (Noord-)Ierland dan als een werkelijke stap naar vrede. Nadat het Anglo-Iers Verdrag was goedgekeurd door de Dáil Éireann werd de Ierse Vrijstaat gevormd. Het noordoosten trok zich echter direct terug uit de Ierse Vrijstaat en verkoos onderdeel van het Verenigd Koninkrijk te blijven. De Ierse Vrijstaat werd formeel een onafhankelijk Dominion binnen het Britse Rijk, maar handelde al snel als een onafhankelijke staat.

De Ierse en Britse delegaties bij de vredesonderhandelingen besloten in januari 1922 de RIC te ontbinden. Als eerste werden het RIC-personeel, de Black and Tans en de Auxiliaries, teruggetrokken naar een zestal plaatsen in het zuidelijk deel van Ierland. Op 2 april 1922 werd de RIC officieel ontbonden, hoewel de feitelijke ontbinding pas in augustus voltooid was. De RIC werd vervangen door de Civic Guard (een jaar later hernoemd tot Garda Síochána) in het deel dat later de Republiek Ierland werd en de Royal Ulster Constabulary in Noord-Ierland.
Meer dan 800 voormalige RIC-leden traden toe tot RUC in Noord-Ierland. Een derde van het aantal plaatsen was gereserveerd voor Rooms-Katholiek. Aanvankelijk was 16% van het aantal agenten katholiek, maar dit liep geleidelijk terug tot 12% in de jaren zestig. Een relatief klein aantal manschappen trad toe tot de Garda Síochána. Velen daarvan hadden in de een of andere vorm al samengewerkt met de IRA tijdens de Bevrijdingsoorlog. Een aantal manschappen ging met pensioen waarbij de Ierse Vrijstaat de betaling van de pensioenen voor hun rekening nam, zoals afgesproken in het Anglo-Iers Verdrag. Vele anderen vertrokken voor hun eigen veiligheid naar het buitenland en namen dienst bij de politiekorpsen in Canada, Australië, Nieuw-Zeeland of het toen nieuwe Palestijnse Gendarmerie.